# Louise Marie van Orléans
Louise Marie Thérèse Charlotte Isabelle (Palermo, 3 april 1812 - Oostende, 11 oktober 1850), kortweg koningin Louise Marie, was de dochter van koning Lodewijk Filips I van Frankrijk en koningin Marie Amélie van Bourbon-Sicilië. Zij was de tweede echtgenote van de Belgische koning Leopold I. Door haar huwelijk werd zij de eerste koningin van België.  

## Huwelijk
Louise Marie werd geboren in het Palazzo d'Orléans in Palermo op Sicilië. Ze bracht haar jeugd door in een privé-appartement in het Kasteel van Versailles. Door haar kwartierstaat had ze een kans om schitterend te huwen. Ze had banden met verschillende belangrijke staatshoofden. Zo waren keizer Frans II, koning Karel Felix van Sardinië, koning Ferdinand VII van Spanje en Frans I der Beide Siciliën allen ooms van haar. Maria Louise van Savoye was haar oudtante, een zus van haar grootvader. 
Op 9 augustus 1832 trouwde zij als twintigjarige met de 22 jaar oudere Leopold I, de eerste koning der Belgen en werd daarmee koningin van het prille koninkrijk België. Het huwelijk werd gezien als een politieke zet. Het verenigde een Duitse dynastie onder het oog van het Verenigd Koninkrijk met Frankrijk.
De huwelijksplechtigheid werd gesloten volgens de oecumenische ritus, omdat zij katholiek was en hij van huis uit evangelisch-luthers. 
Louise Marie schonk het leven aan de eerste prinsen en prinses van de Belgische dynastie:
- Lodewijk Filips (1833-1834)
- Leopold (II) (9 april 1835 - 17 december 1909); hertog van Brabant
- Filips (24 maart 1837 - 17 november 1905) graaf van Vlaanderen, vader van Albert I
- Charlotte (7 juni 1840 - 19 januari 1927), huwde op 27 juli 1857 met aartshertog Maximiliaan en werd keizerin van Mexico.

## Dood en begrafenis
In februari 1848 verdreven onlusten in Parijs koning Louis Philippe van zijn troon. De vijfenzeventigjarige vorst werd gedwongen Frankrijk te verlaten en met zijn echtgenote zijn toevlucht te zoeken op Claremont House, een landgoed in Engeland dat in het bezit was van zijn schoonzoon Leopold I. Het revolutiejaar 1848 zou de gezondheid van zijn dochter hebben aangetast. Louise Marie van Orléans werd in 1849 ziek. Ze leed hoogstwaarschijnlijk aan tuberculose. In augustus 1850, tijdens een dienst in de Kathedraal van Sint-Michiel en Sint-Goedele ter nagedachtenis van haar vader koning Louis Philippe, die in ballingschap was overleden, moest Leopold Louise Marie ondersteunen terwijl ze om de katafalk liep. Op advies van de artsen stuurde de koning haar naar Oostende. Men hoopte dat ze op krachten zou kunnen komen in de koninklijke zomerresidentie in de Langestraat, die Leopold I sinds 1835 huurde. 
Op 5 oktober 1850 verslechterde de gezondheid van Louise Marie. Haar moeder, de gravin d'Hulst, was bij haar en stond ook haar kinderen bij. Haar Franse familie bezocht haar nog. Op 11 oktober 1850, om 8.10 uur, overleed Louise Marie op 38-jarige leeftijd in het bijzijn van haar echtgenoot, haar moeder en haar kinderen. Haar overlijden was een staatsaangelegenheid, dus het werd in een proces-verbaal bevestigd door de ministers Charles Rogier en Victor Tesch. Haar lichaam werd drie dagen later per trein overgebracht naar Brussel. 
Overeenkomstig de wens van de overledene vond de uitvaart plaats in de Onze-Lieve-Vrouwekerk in Laken en werden haar stoffelijke resten in de crypte van de kerk geplaatst. De crypte zou hierna de rustplaats worden van de leden van de Belgische koninklijke familie. "Haar dood is net zo heilig als haar leven," zei de koning. Hij zou vijftien jaar na zijn echtgenote overlijden en werd naast haar begraven in de koninklijke crypte. 
De hertog en hertogin van Brabant, de troonopvolgers Leopold en Marie Henriëtte van Oostenrijk, noemden in 1858 hun eerste kind, een dochtertje, Louise, ter herinnering aan haar grootmoeder. De latere koning Leopold II van België had bijzondere herinneringen aan Oostende, waar hij een deel van zijn jeugdjaren doorbracht en waar zijn moeder overleed. Hij richtte er een gedenkteken voor haar op in de vorm van een mausoleum bij de nieuwe Sint-Petrus-en-Pauluskerk en zou de stad uitbouwen tot de koningin der badsteden. 

## Eretekens en nagedachtenis

### Eretekens
- België: Grootlint in de Leopoldsorde
- Spanje: Dame in de Maria-Louisa-orde
- Portugal: Dame in de Orde van de Heilige Isabella
- Oostenrijk: Dame in de Orde van het Sterrenkruis

### Nagedachtenis
- Een Ramblerroos, een klimroos met witte bloemen, werd in 1829 aan haar opgedragen door de rozentuinier Jacques onder de naam 'Prinses Louise'.
- In Namen is een park naar haar vernoemd.
- Het in 1850 gestichte dorpje Louise-Marie, in het zuiden van Etikhove op de grens met Ronse, is naar Louise Marie van Orléans vernoemd. Zij overleed op de dag van de eerstesteenlegging van de plaatselijke kerk.

## Wapenschilden
| Verenigd Wapen van Koning Leopold I en Koningin Louise Marie | Monogram van Koningin Louise Marie |

## Kwartierstaat
| Lodewijk Filips I van Orléans (1725-1785) | Lodewijk Filips I van Orléans (1725-1785) | Lodewijk Filips I van Orléans (1725-1785) | Lodewijk Filips I van Orléans (1725-1785) | Lodewijk Filips I van Orléans (1725-1785)  | Lodewijk Filips I van Orléans (1725-1785)  | Louise Henriëtte van Bourbon (1726-1759)   | Louise Henriëtte van Bourbon (1726-1759)   | Louise Henriëtte van Bourbon (1726-1759)   | Louise Henriëtte van Bourbon (1726-1759)   | Louise Henriëtte van Bourbon (1726-1759)    | Louise Henriëtte van Bourbon (1726-1759)    |                                             |                                             | Lodewijk Jan Maria van Bourbon (1725-1793)  | Lodewijk Jan Maria van Bourbon (1725-1793)  | Lodewijk Jan Maria van Bourbon (1725-1793)    | Lodewijk Jan Maria van Bourbon (1725-1793)    | Lodewijk Jan Maria van Bourbon (1725-1793)    | Lodewijk Jan Maria van Bourbon (1725-1793)    | Maria Theresia Félicia van Modena (1726-1754) | Maria Theresia Félicia van Modena (1726-1754) | Maria Theresia Félicia van Modena (1726-1754) | Maria Theresia Félicia van Modena (1726-1754) | Maria Theresia Félicia van Modena (1726-1754) | Maria Theresia Félicia van Modena (1726-1754) |                                  |                                  | Karel III van Spanje (1716-1788) | Karel III van Spanje (1716-1788) | Karel III van Spanje (1716-1788) | Karel III van Spanje (1716-1788) | Karel III van Spanje (1716-1788)           | Karel III van Spanje (1716-1788)           | Maria Amalia van Saksen (1724-1760)        | Maria Amalia van Saksen (1724-1760)        | Maria Amalia van Saksen (1724-1760)        | Maria Amalia van Saksen (1724-1760)        | Maria Amalia van Saksen (1724-1760)          | Maria Amalia van Saksen (1724-1760)          |                                              |                                              | Frans I Stefan van Lotharingen (1708–1765)   | Frans I Stefan van Lotharingen (1708–1765)   | Frans I Stefan van Lotharingen (1708–1765) | Frans I Stefan van Lotharingen (1708–1765) | Frans I Stefan van Lotharingen (1708–1765) | Frans I Stefan van Lotharingen (1708–1765) | Maria Theresia van Oostenrijk (1717-1780) | Maria Theresia van Oostenrijk (1717-1780) | Maria Theresia van Oostenrijk (1717-1780) | Maria Theresia van Oostenrijk (1717-1780) | Maria Theresia van Oostenrijk (1717-1780) | Maria Theresia van Oostenrijk (1717-1780) |  |  |  |  |  |  |  |  |  |  |  |  |  |  |  |  |  |  |  |  |  |  |  |  |  |  |  |  |  |  |  |  |  |  |  |  |  |  |  |  |  |  |  |  |  |  |  |  |
| Lodewijk Filips I van Orléans (1725-1785) | Lodewijk Filips I van Orléans (1725-1785) | Lodewijk Filips I van Orléans (1725-1785) | Lodewijk Filips I van Orléans (1725-1785) | Lodewijk Filips I van Orléans (1725-1785)  | Lodewijk Filips I van Orléans (1725-1785)  | Louise Henriëtte van Bourbon (1726-1759)   | Louise Henriëtte van Bourbon (1726-1759)   | Louise Henriëtte van Bourbon (1726-1759)   | Louise Henriëtte van Bourbon (1726-1759)   | Louise Henriëtte van Bourbon (1726-1759)    | Louise Henriëtte van Bourbon (1726-1759)    |                                             |                                             | Lodewijk Jan Maria van Bourbon (1725-1793)  | Lodewijk Jan Maria van Bourbon (1725-1793)  | Lodewijk Jan Maria van Bourbon (1725-1793)    | Lodewijk Jan Maria van Bourbon (1725-1793)    | Lodewijk Jan Maria van Bourbon (1725-1793)    | Lodewijk Jan Maria van Bourbon (1725-1793)    | Maria Theresia Félicia van Modena (1726-1754) | Maria Theresia Félicia van Modena (1726-1754) | Maria Theresia Félicia van Modena (1726-1754) | Maria Theresia Félicia van Modena (1726-1754) | Maria Theresia Félicia van Modena (1726-1754) | Maria Theresia Félicia van Modena (1726-1754) |                                  |                                  | Karel III van Spanje (1716-1788) | Karel III van Spanje (1716-1788) | Karel III van Spanje (1716-1788) | Karel III van Spanje (1716-1788) | Karel III van Spanje (1716-1788)           | Karel III van Spanje (1716-1788)           | Maria Amalia van Saksen (1724-1760)        | Maria Amalia van Saksen (1724-1760)        | Maria Amalia van Saksen (1724-1760)        | Maria Amalia van Saksen (1724-1760)        | Maria Amalia van Saksen (1724-1760)          | Maria Amalia van Saksen (1724-1760)          |                                              |                                              | Frans I Stefan van Lotharingen (1708–1765)   | Frans I Stefan van Lotharingen (1708–1765)   | Frans I Stefan van Lotharingen (1708–1765) | Frans I Stefan van Lotharingen (1708–1765) | Frans I Stefan van Lotharingen (1708–1765) | Frans I Stefan van Lotharingen (1708–1765) | Maria Theresia van Oostenrijk (1717-1780) | Maria Theresia van Oostenrijk (1717-1780) | Maria Theresia van Oostenrijk (1717-1780) | Maria Theresia van Oostenrijk (1717-1780) | Maria Theresia van Oostenrijk (1717-1780) | Maria Theresia van Oostenrijk (1717-1780) |  |  |  |  |  |  |  |  |  |  |  |  |  |  |  |  |  |  |  |  |  |  |  |  |  |  |  |  |  |  |  |  |  |  |  |  |  |  |  |  |  |  |  |  |  |  |  |  |
|                                           |                                           |                                           |                                           |                                            |                                            |                                            |                                            |                                            |                                            |                                             |                                             |                                             |                                             |                                             |                                             |                                               |                                               |                                               |                                               |                                               |                                               |                                               |                                               |                                               |                                               |                                  |                                  |                                  |                                  |                                  |                                  |                                            |                                            |                                            |                                            |                                            |                                            |                                              |                                              |                                              |                                              |                                              |                                              |                                            |                                            |                                            |                                            |                                           |                                           |                                           |                                           |                                           |                                           |  |  |  |  |  |  |  |  |  |  |  |  |  |  |  |  |  |  |  |  |  |  |  |  |  |  |  |  |  |  |  |  |  |  |  |  |  |  |  |  |  |  |  |  |  |  |  |  |
|                                           |                                           |                                           |                                           | Lodewijk Filips II van Orléans (1747-1793) | Lodewijk Filips II van Orléans (1747-1793) | Lodewijk Filips II van Orléans (1747-1793) | Lodewijk Filips II van Orléans (1747-1793) | Lodewijk Filips II van Orléans (1747-1793) | Lodewijk Filips II van Orléans (1747-1793) |                                             |                                             |                                             |                                             |                                             |                                             | Louise Marie Adélaïde van Bourbon (1753−1821) | Louise Marie Adélaïde van Bourbon (1753−1821) | Louise Marie Adélaïde van Bourbon (1753−1821) | Louise Marie Adélaïde van Bourbon (1753−1821) | Louise Marie Adélaïde van Bourbon (1753−1821) | Louise Marie Adélaïde van Bourbon (1753−1821) |                                               |                                               |                                               |                                               |                                  |                                  |                                  |                                  |                                  |                                  | Ferdinand I der Beide Siciliën (1751-1825) | Ferdinand I der Beide Siciliën (1751-1825) | Ferdinand I der Beide Siciliën (1751-1825) | Ferdinand I der Beide Siciliën (1751-1825) | Ferdinand I der Beide Siciliën (1751-1825) | Ferdinand I der Beide Siciliën (1751-1825) |                                              |                                              |                                              |                                              |                                              |                                              | Maria Carolina van Oostenrijk (1752-1814)  | Maria Carolina van Oostenrijk (1752-1814)  | Maria Carolina van Oostenrijk (1752-1814)  | Maria Carolina van Oostenrijk (1752-1814)  | Maria Carolina van Oostenrijk (1752-1814) | Maria Carolina van Oostenrijk (1752-1814) |                                           |                                           |                                           |                                           |  |  |  |  |  |  |  |  |  |  |  |  |  |  |  |  |  |  |  |  |  |  |  |  |  |  |  |  |  |  |  |  |  |  |  |  |  |  |  |  |  |  |  |  |  |  |  |  |
|                                           |                                           |                                           |                                           | Lodewijk Filips II van Orléans (1747-1793) | Lodewijk Filips II van Orléans (1747-1793) | Lodewijk Filips II van Orléans (1747-1793) | Lodewijk Filips II van Orléans (1747-1793) | Lodewijk Filips II van Orléans (1747-1793) | Lodewijk Filips II van Orléans (1747-1793) |                                             |                                             |                                             |                                             |                                             |                                             | Louise Marie Adélaïde van Bourbon (1753−1821) | Louise Marie Adélaïde van Bourbon (1753−1821) | Louise Marie Adélaïde van Bourbon (1753−1821) | Louise Marie Adélaïde van Bourbon (1753−1821) | Louise Marie Adélaïde van Bourbon (1753−1821) | Louise Marie Adélaïde van Bourbon (1753−1821) |                                               |                                               |                                               |                                               |                                  |                                  |                                  |                                  |                                  |                                  | Ferdinand I der Beide Siciliën (1751-1825) | Ferdinand I der Beide Siciliën (1751-1825) | Ferdinand I der Beide Siciliën (1751-1825) | Ferdinand I der Beide Siciliën (1751-1825) | Ferdinand I der Beide Siciliën (1751-1825) | Ferdinand I der Beide Siciliën (1751-1825) |                                              |                                              |                                              |                                              |                                              |                                              | Maria Carolina van Oostenrijk (1752-1814)  | Maria Carolina van Oostenrijk (1752-1814)  | Maria Carolina van Oostenrijk (1752-1814)  | Maria Carolina van Oostenrijk (1752-1814)  | Maria Carolina van Oostenrijk (1752-1814) | Maria Carolina van Oostenrijk (1752-1814) |                                           |                                           |                                           |                                           |  |  |  |  |  |  |  |  |  |  |  |  |  |  |  |  |  |  |  |  |  |  |  |  |  |  |  |  |  |  |  |  |  |  |  |  |  |  |  |  |  |  |  |  |  |  |  |  |
|                                           |                                           |                                           |                                           |                                            |                                            |                                            |                                            |                                            |                                            | Lodewijk Filips I van Frankrijk (1773-1850) | Lodewijk Filips I van Frankrijk (1773-1850) | Lodewijk Filips I van Frankrijk (1773-1850) | Lodewijk Filips I van Frankrijk (1773-1850) | Lodewijk Filips I van Frankrijk (1773-1850) | Lodewijk Filips I van Frankrijk (1773-1850) |                                               |                                               |                                               |                                               |                                               |                                               |                                               |                                               |                                               |                                               |                                  |                                  |                                  |                                  |                                  |                                  |                                            |                                            |                                            |                                            |                                            |                                            | Marie Amélie van Bourbon-Sicilië (1782-1866) | Marie Amélie van Bourbon-Sicilië (1782-1866) | Marie Amélie van Bourbon-Sicilië (1782-1866) | Marie Amélie van Bourbon-Sicilië (1782-1866) | Marie Amélie van Bourbon-Sicilië (1782-1866) | Marie Amélie van Bourbon-Sicilië (1782-1866) |                                            |                                            |                                            |                                            |                                           |                                           |                                           |                                           |                                           |                                           |  |  |  |  |  |  |  |  |  |  |  |  |  |  |  |  |  |  |  |  |  |  |  |  |  |  |  |  |  |  |  |  |  |  |  |  |  |  |  |  |  |  |  |  |  |  |  |  |
|                                           |                                           |                                           |                                           |                                            |                                            |                                            |                                            |                                            |                                            | Lodewijk Filips I van Frankrijk (1773-1850) | Lodewijk Filips I van Frankrijk (1773-1850) | Lodewijk Filips I van Frankrijk (1773-1850) | Lodewijk Filips I van Frankrijk (1773-1850) | Lodewijk Filips I van Frankrijk (1773-1850) | Lodewijk Filips I van Frankrijk (1773-1850) |                                               |                                               |                                               |                                               |                                               |                                               |                                               |                                               |                                               |                                               |                                  |                                  |                                  |                                  |                                  |                                  |                                            |                                            |                                            |                                            |                                            |                                            | Marie Amélie van Bourbon-Sicilië (1782-1866) | Marie Amélie van Bourbon-Sicilië (1782-1866) | Marie Amélie van Bourbon-Sicilië (1782-1866) | Marie Amélie van Bourbon-Sicilië (1782-1866) | Marie Amélie van Bourbon-Sicilië (1782-1866) | Marie Amélie van Bourbon-Sicilië (1782-1866) |                                            |                                            |                                            |                                            |                                           |                                           |                                           |                                           |                                           |                                           |  |  |  |  |  |  |  |  |  |  |  |  |  |  |  |  |  |  |  |  |  |  |  |  |  |  |  |  |  |  |  |  |  |  |  |  |  |  |  |  |  |  |  |  |  |  |  |  |
|                                           |                                           |                                           |                                           |                                            |                                            |                                            |                                            |                                            |                                            |                                             |                                             |                                             |                                             |                                             |                                             |                                               |                                               |                                               |                                               |                                               |                                               |                                               |                                               |                                               |                                               |                                  |                                  |                                  |                                  |                                  |                                  |                                            |                                            |                                            |                                            |                                            |                                            |                                              |                                              |                                              |                                              |                                              |                                              |                                            |                                            |                                            |                                            |                                           |                                           |                                           |                                           |                                           |                                           |  |  |  |  |  |  |  |  |  |  |  |  |  |  |  |  |  |  |  |  |  |  |  |  |  |  |  |  |  |  |  |  |  |  |  |  |  |  |  |  |  |  |  |  |  |  |  |  |
|                                           |                                           |                                           |                                           |                                            |                                            |                                            |                                            |                                            |                                            |                                             |                                             |                                             |                                             |                                             |                                             |                                               |                                               |                                               |                                               |                                               |                                               |                                               |                                               |                                               |                                               |                                  |                                  |                                  |                                  |                                  |                                  |                                            |                                            |                                            |                                            |                                            |                                            |                                              |                                              |                                              |                                              |                                              |                                              |                                            |                                            |                                            |                                            |                                           |                                           |                                           |                                           |                                           |                                           |  |  |  |  |  |  |  |  |  |  |  |  |  |  |  |  |  |  |  |  |  |  |  |  |  |  |  |  |  |  |  |  |  |  |  |  |  |  |  |  |  |  |  |  |  |  |  |  |
| Ferdinand Filips van Orléans (1810-1842)  | Ferdinand Filips van Orléans (1810-1842)  | Ferdinand Filips van Orléans (1810-1842)  | Ferdinand Filips van Orléans (1810-1842)  | Ferdinand Filips van Orléans (1810-1842)   | Ferdinand Filips van Orléans (1810-1842)   |                                            |                                            | Louise Marie van Orléans (1812-1850)       | Louise Marie van Orléans (1812-1850)       | Louise Marie van Orléans (1812-1850)        | Louise Marie van Orléans (1812-1850)        | Louise Marie van Orléans (1812-1850)        | Louise Marie van Orléans (1812-1850)        |                                             |                                             | Maria van Orléans (1813-1839)                 | Maria van Orléans (1813-1839)                 | Maria van Orléans (1813-1839)                 | Maria van Orléans (1813-1839)                 | Maria van Orléans (1813-1839)                 | Maria van Orléans (1813-1839)                 |                                               |                                               | Lodewijk van Orléans (1814-1896)              | Lodewijk van Orléans (1814-1896)              | Lodewijk van Orléans (1814-1896) | Lodewijk van Orléans (1814-1896) | Lodewijk van Orléans (1814-1896) | Lodewijk van Orléans (1814-1896) |                                  |                                  | Clementine van Orléans (1817-1907)         | Clementine van Orléans (1817-1907)         | Clementine van Orléans (1817-1907)         | Clementine van Orléans (1817-1907)         | Clementine van Orléans (1817-1907)         | Clementine van Orléans (1817-1907)         |                                              |                                              | Anton van Orléans (1824-1890)                | Anton van Orléans (1824-1890)                | Anton van Orléans (1824-1890)                | Anton van Orléans (1824-1890)                | Anton van Orléans (1824-1890)              | Anton van Orléans (1824-1890)              |                                            |                                            | ... + 3 broers en 1 zuster                | ... + 3 broers en 1 zuster                | ... + 3 broers en 1 zuster                | ... + 3 broers en 1 zuster                | ... + 3 broers en 1 zuster                | ... + 3 broers en 1 zuster                |  |  |  |  |  |  |  |  |  |  |  |  |  |  |  |  |  |  |  |  |  |  |  |  |  |  |  |  |  |  |  |  |  |  |  |  |  |  |  |  |  |  |  |  |  |  |  |  |

## Galerij

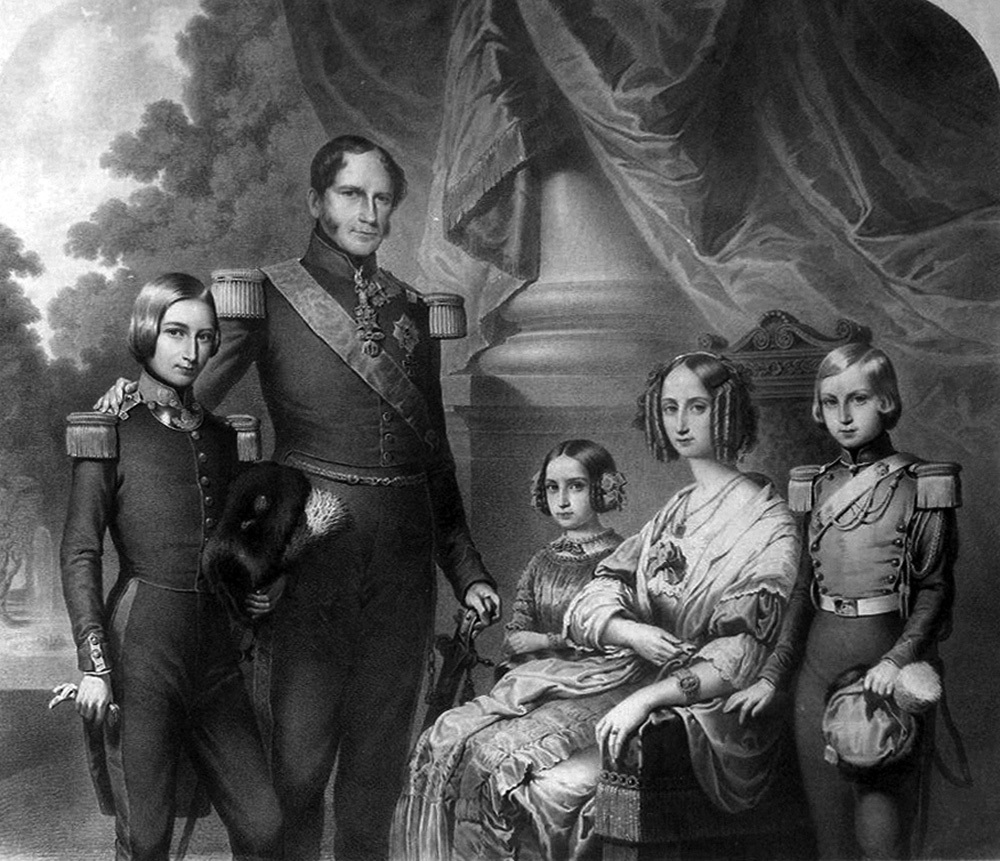
Koning Leopold I en koningin Louise Marie met gezin
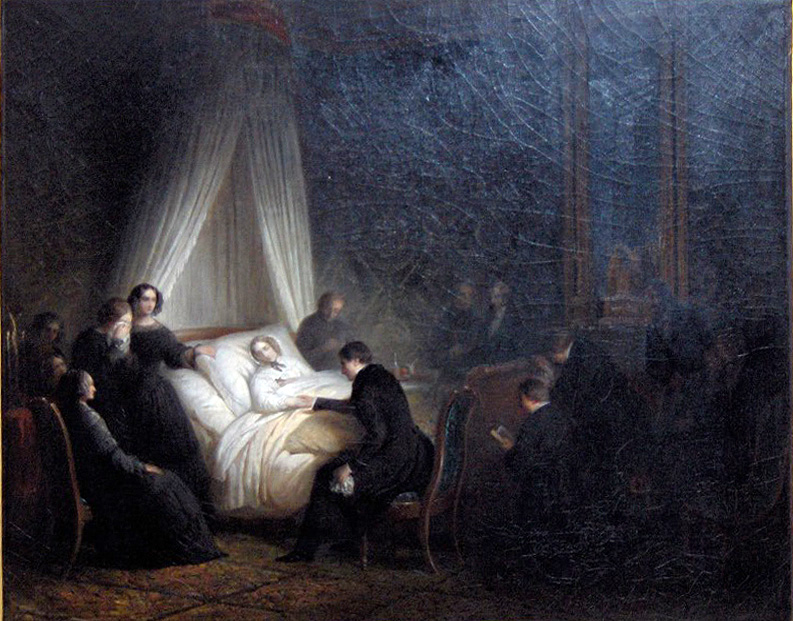
Laatste ogenblikken van koningin Louise Marie (door Jozef Meganck 1807-1891)
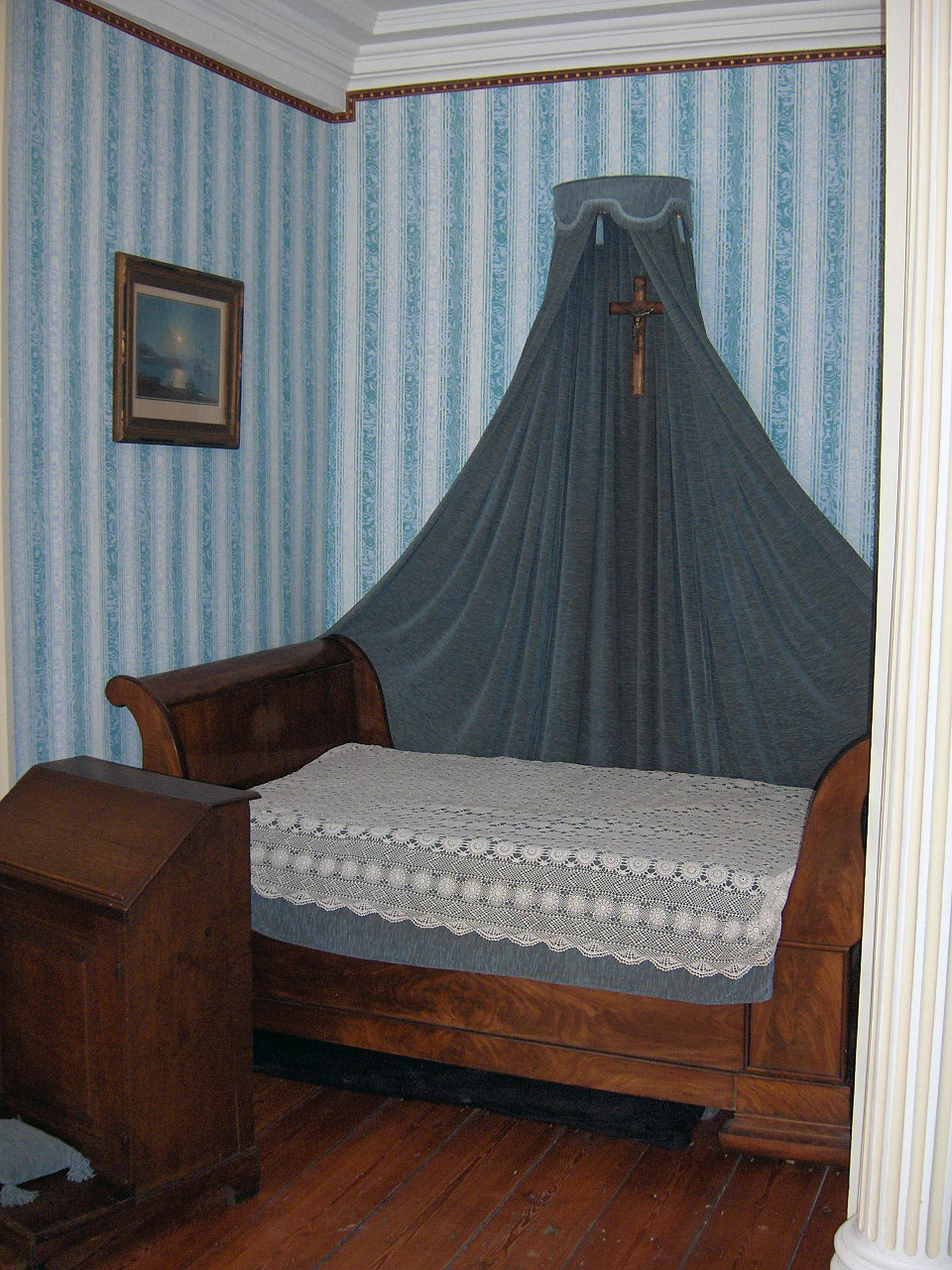
Doodsbed van Louise Marie
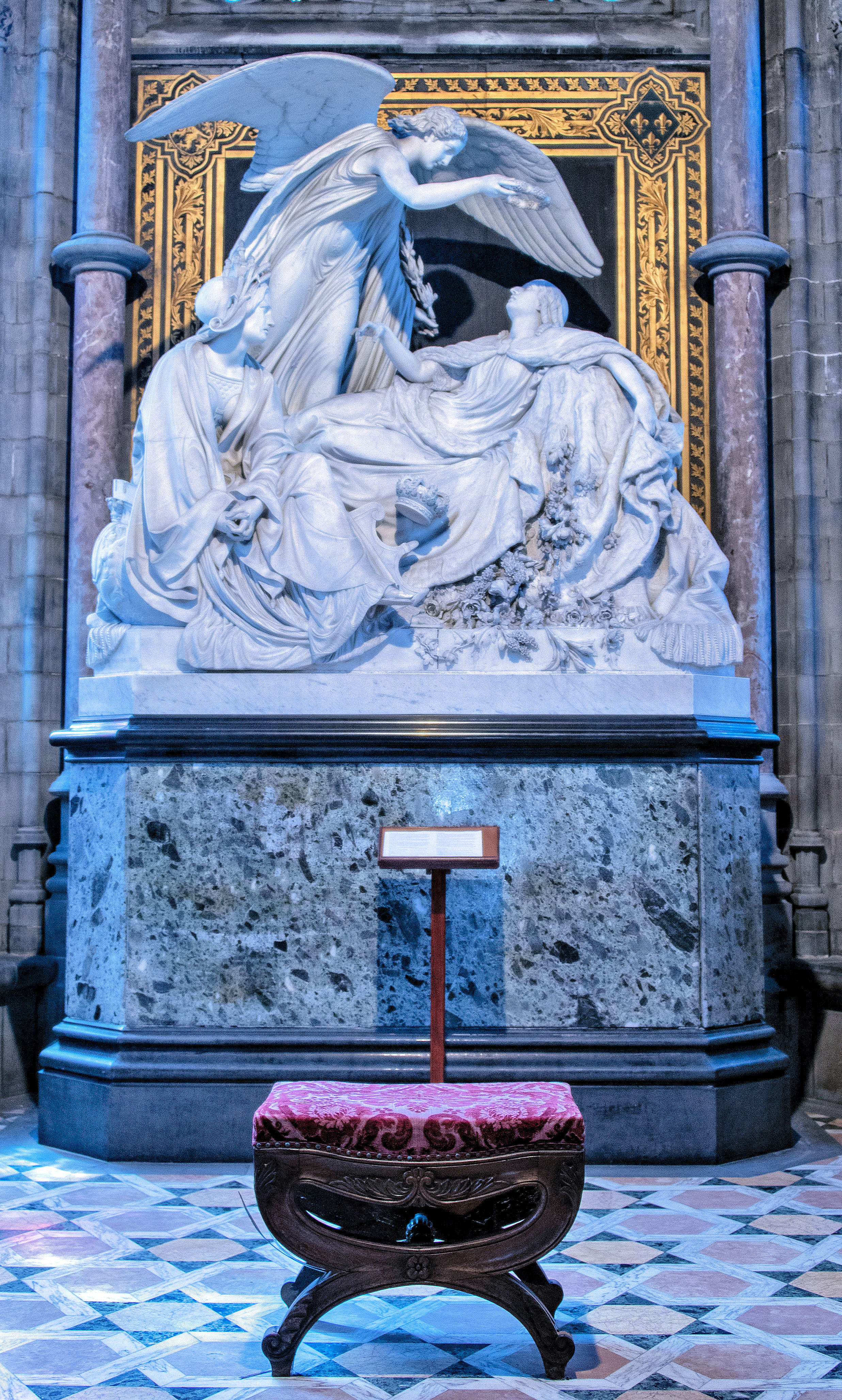
Praalgraf in de kerk te Oostende
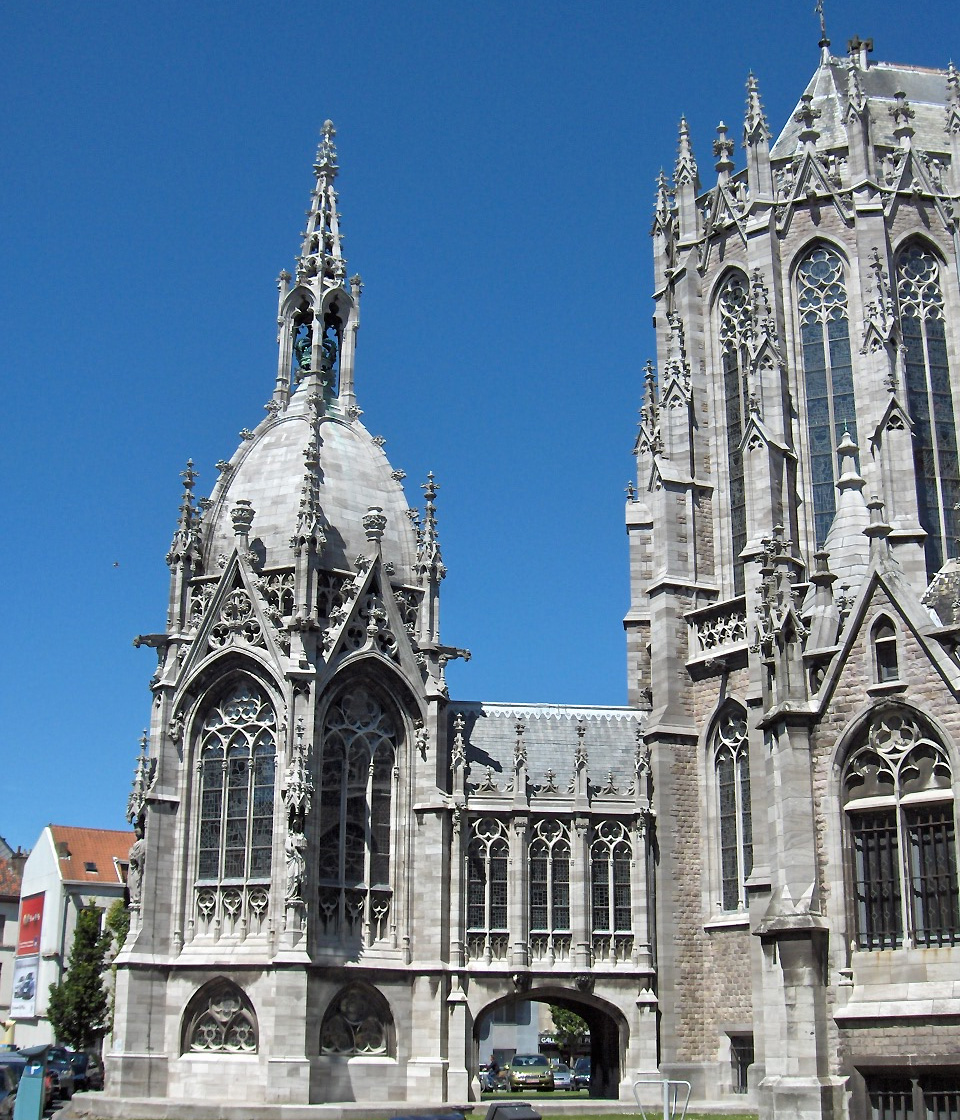
Mausoleum (links) voor koningin Louise-Marie
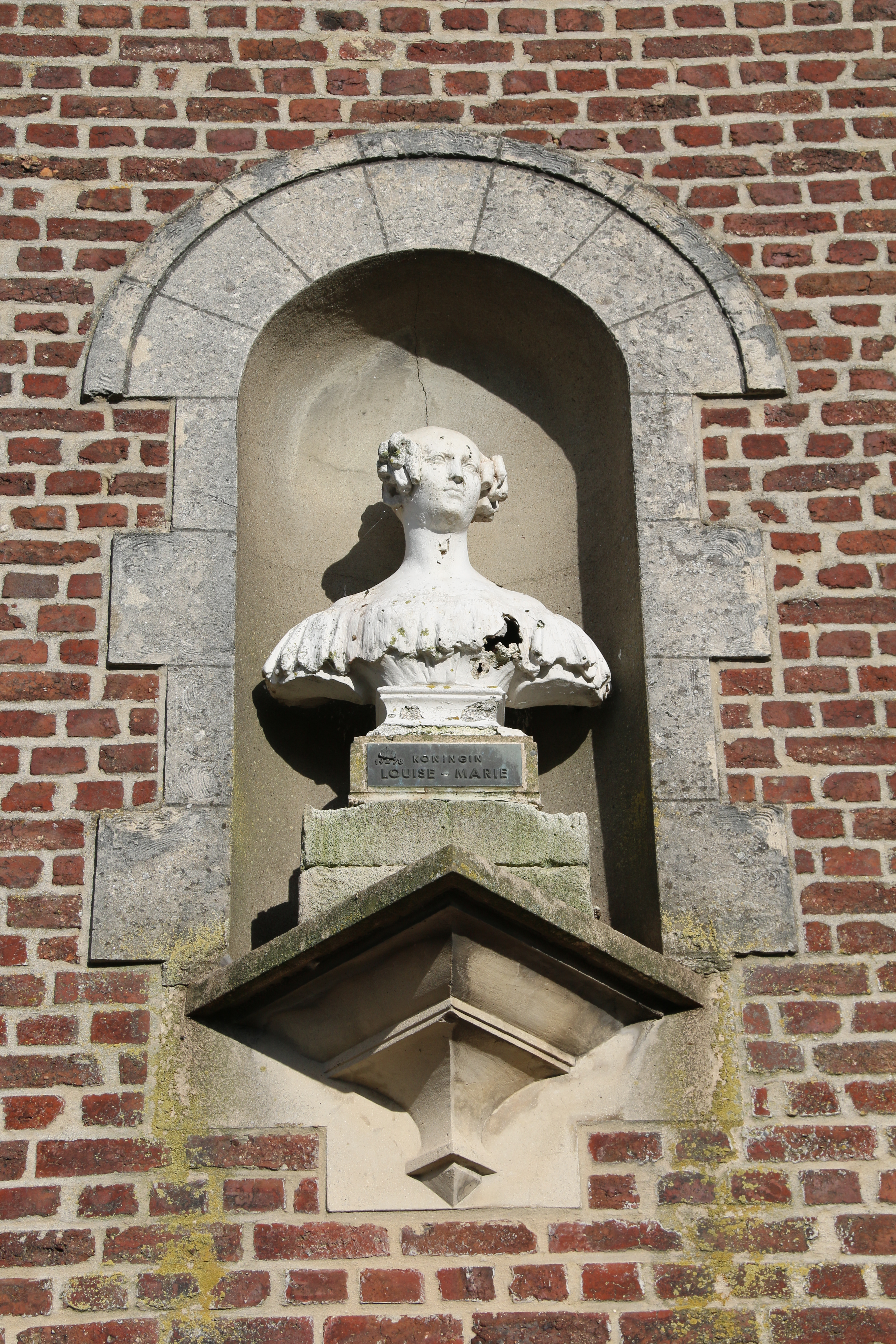
Buste van Louise Marie in het naar haar genoemde gehucht Louise-Marie